# Philippe Yacé

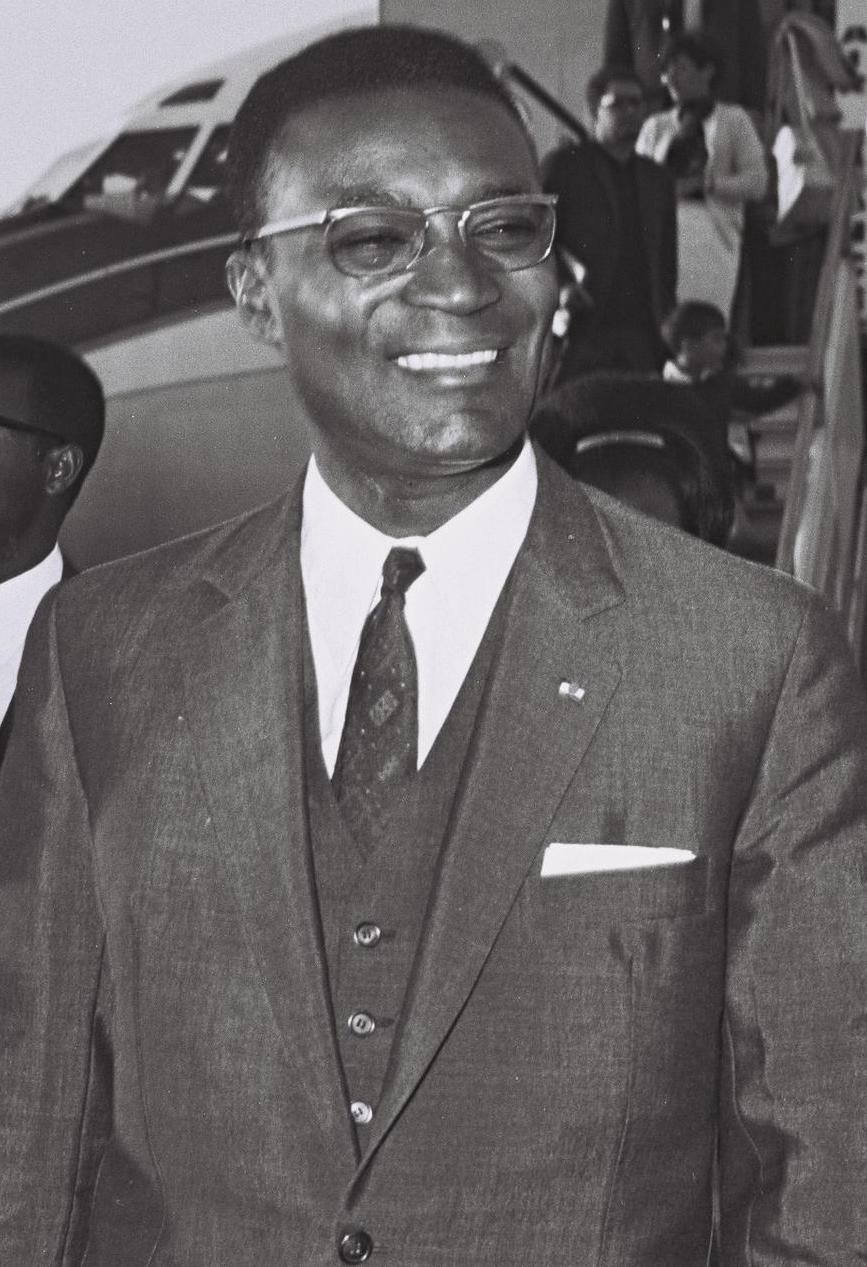
Philippe Yacé

Philippe Yacé (Jacqueville, 23 januari 1920 – Abidjan, 29 november 1998) was een Ivoriaans politicus.
Hij nam als militair in het Franse leger deel aan de Tweede Wereldoorlog (Noord-Afrika, Italië). Na de oorlog was hij medeoprichter van de Parti démocratique de la Côte d'Ivoire (PDCI). In 1960 werd hij secretaris-generaal van de partij.
Na de onafhankelijkheid van Ivoorkust in 1960 werd hij lid van de Nationale Vergadering (parlement), van welk orgaan hij later voorzitter werd. Lange tijd gold hij als 'kroonprins' (dat wil zeggen opvolger) van president Félix Houphouët-Boigny, maar omstreeks 1980 raakte hij uit de gratie en moest hij belangrijke functies neerleggen. Uiteindelijk volgde Henri Konan Bédié Houphouët-Boigny na diens overlijden in 1993 als president op.